# Lepidodexia robacki
Lepidodexia robacki är en tvåvingeart som först beskrevs av Guilherme A.M.Lopes 1975.  Lepidodexia robacki ingår i släktet Lepidodexia och familjen köttflugor.
Artens utbredningsområde är Dominica. Inga underarter finns listade i Catalogue of Life.